# Dominik Holzknecht
Dominik Holzknecht (* 21. Mai 1993) ist ein österreichischer Naturbahnrodler. Seine bislang größten Erfolge erzielte er zusammen mit Christoph Regensburger im Doppelsitzer. Sie wurden 2012 Juniorenweltmeister, 2013 Junioreneuropameister und 2011 Gesamtsieger im Interkontinentalcup. Bei der Naturbahnrodel-Weltmeisterschaft 2021 gewannen sie die Bronzemedaille.

## Karriere
Dominik Holzknecht startet seit der Saison 2007/2008 im Einsitzer in Interkontinentalcuprennen und erreichte in der Saison 2008/2009 erstmals Top-10-Platzierungen. Bei der Juniorenweltmeisterschaft 2008 in Latsch startete er allerdings im Doppelsitzer zusammen mit Rupert Brüggler. Sie belegten den vierten Platz und verfehlten die Medaillenränge um neun Zehntelsekunden. Bei der Junioreneuropameisterschaft 2009 in Longiarü und der Juniorenweltmeisterschaft 2010 in Deutschnofen startete Holzknecht im Einsitzer und wurde jeweils Zehnter.
Seit Ende der Saison 2009/2010 bildet Dominik Holzknecht mit dem gleichaltrigen Christoph Regensburger, der ebenfalls dem SV Umhausen angehört, ein Doppelsitzerpaar. In ihrem ersten gemeinsamen Interkontinentalcuprennen im Februar 2010 erreichten sie bereits den zweiten Platz. In der Saison 2010/2011 fuhren sie in allen IC-Cup-Rennen auf Rang zwei und gewannen damit die Gesamtwertung. Am 25. Februar 2011 bestritten Regensburger/Holzknecht beim Finale der Saison 2010/2011 in Olang ihr erstes gemeinsames Weltcuprennen, das sie an achter Stelle beendeten. Christoph Regensburger war in den vergangenen zwei Jahren schon mit Thomas Kammerlander im Weltcup gestartet. Bei der Junioreneuropameisterschaft 2011 in Laas gewann das Duo Regensburger/Holzknecht die Silbermedaille hinter den Russen Maxim Zwetkow und Denis Moissejew; im Einsitzer belegte Holzknecht Rang 13.
Bei der Juniorenweltmeisterschaft 2012 in Latsch sicherten sich Regensburger/Holzknecht die Goldmedaille im Doppelsitzer. Zudem wurde Dominik Holzknecht Zweiter im Einsitzer. Im Interkontinentalcup erreichte Holzknecht in der Saison 2011/2012 sowohl im Einsitzer als auch im Doppelsitzer mit Regensburger den zweiten Gesamtrang, während im Weltcup im Winter 2011/2012 das einzige Resultat des Duos Regensburger/Holzknecht ein neunter Platz in Olang war.

## Erfolge

### Weltmeisterschaften
- Sankt Sebastian 2015: 4. Doppelsitzer (mit Christoph Regensburger)
- Vatra Dornei 2017: 5. Doppelsitzer (mit Christoph Regensburger)
- Umhausen 2021 3. Doppelsitzer (mit Christoph Regensburger)

### Europameisterschaften
- Umhausen 2014: 5. Doppelsitzer (mit Christoph Regensburger)
- Passeier 2016: 4. Doppelsitzer (mit Christoph Regensburger)

### Juniorenweltmeisterschaften
- Latsch 2008: 4. Doppelsitzer (mit Rupert Brüggler)
- Deutschnofen 2010: 10. Einsitzer
- Latsch 2012: 1. Doppelsitzer (mit Christoph Regensburger), 2. Einsitzer

### Junioreneuropameisterschaften
- Longiarü 2009: 10. Einsitzer
- Laas 2011: 2. Doppelsitzer (mit Christoph Regensburger), 13. Einsitzer
- Nowouralsk 2013: 1. Doppelsitzer (mit Christoph Regensburger)

### Weltcup
- 2. Gesamtrang im Doppelsitzer in der Saison 2015/16
- 3. Gesamtrang im Doppelsitzer in der Saison 2014/15
- 10 Podestplätze

### Interkontinentalcup
- Gesamtsieg im Doppelsitzer in der Saison 2010/2011